# Haus Lerbach
Haus Lerbach ist ein Ortsteil im Stadtteil Sand von Bergisch Gladbach. Dort steht auch ein ehemaliges Herrenhaus im Neorenaissancestil mit Englischem Landschaftspark als Hotel mit dem Namen Schloss Lerbach.

## Geschichte
Ursprünglich stand hier eine Wasserburg in der Nähe des Lerbachs. Das Wort Ler ist vermutlich aus dem mittelhochdeutschen „lei/leie“ (= Fels, Schiefergestein) herzuleiten, wonach Lerbach als Felsbach zu deuten ist.

### Das Rittergut Lerbach

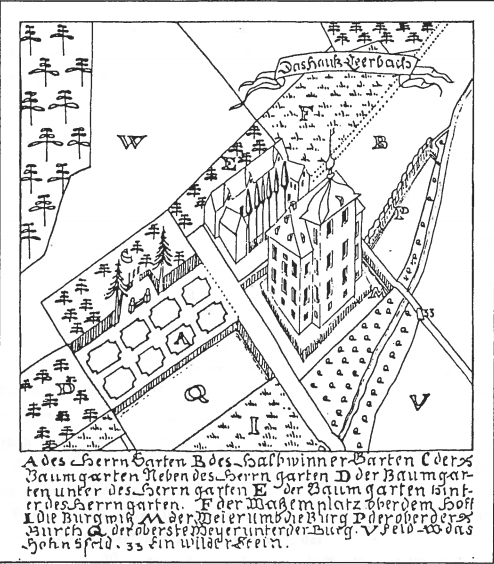
Skizze von Johann Wintzen im Auftrag von Johann von Herrestorf 1776.

Im Mai 1384 wurde die Burg erstmals urkundlich als Rittergut erwähnt, das in den Besitz von Johann von Hoenen überging. Vorher war bereits im Altenberger Urkundenbuch von einem Leivberg, später Lyrbach bzw. Lierbach die Rede. Nachdem im 15. und beginnenden 16. Jahrhundert die Familie von Forstbach das Gut in Besitz hatte, ist in der ersten Hälfte des 16. Jahrhunderts Gottfried von Steinen, Geheimer Rat, als Besitzer bekannt. Die Familie Steinen stellte einige Amtmänner verschiedener Bergischer Ämter.
1612 war Lerbach landtagsfähiger Rittersitz. 1644 erbaute Gottfried von Steinen IV das von Wasser umgebende Herrenhaus. 1657 verkaufte er das Anwesen an Michael von Leers, ebenfalls Bergischer Amtmann im Amt Porz. 1752 wechselte das Gut an Frau Maria Merheims, 1775 ist Johann Adam Joseph von Herresdorf als Besitzer bekannt. Zu dem Rittergut gehörten weitere Güter wie der Hof Oberlerbach, Unterlerbach und Schmalzgrube, ebenso wie die 1806 erbaute Lerbacher Mühle. 1815 war das Rittergut nicht mehr als preußischer landtagsfähiger Sitz verzeichnet.
In den 1830er Jahren ließ Eduard Knobel das Anwesen der Burg im klassizistischen Stil umbauen. 1834 erwarb er den gesamten Gutsbesitz. 1850 ging der Besitz an Leopold Otto von Niesewandt über, der das Gut 1865 an Graf Levin von Wolff-Metternich veräußerte. Schließlich wurde es 1893 an den Papierfabrikanten Richard Zanders und seine Ehefrau Anna Zanders, eine Tochter des Erfinders und Unternehmers Werner von Siemens, verkauft.

#### Das neue Herrenhaus 1898
Das Ehepaar Zanders ließ von Ludwig Bopp nach Plänen von Gabriel von Seidl ein Herrenhaus im englischen Landhausstil erbauen, das 1898 fertiggestellt war. Der Unterlerbacher Hof wurde 1898 abgetragen und in die Gronauer Waldsiedlung transloziert. Im Jahr 1900 wurde die baufällige Wasserburg abgerissen und die Gräfte in einen Teich verwandelt. Ein weiträumiger, 26 Hektar großer Landschaftspark, der in den Gutswald übergeht, wurde neu angelegt sowie zahlreiche Ökonomiegebäude, Verwalter- und Pförtnerhäuser und eine Reithalle errichtet. Seitdem war das Anwesen Wohnsitz der Eheleute Zanders. Nach Anna Zanders' Tod 1939 erbte es ihr Neffe Hermann von Siemens; danach war das Gut im Besitz der Familie von Siemens.
Bis 1918 trug das Anwesen fälschlich den Namen Leerbach. Zusammen mit der Korrektur des Namens erhielt das gesamte Anwesen den Namen Haus Lerbach. Zwischen 1961 und 1987 war es unter dem Namen Europäische Akademie Lerbach der Sitz des Gustav-Stresemann-Institutes. 1988 diente es u. a. als Kulisse für die Fernsehserie Forstinspektor Buchholz.

##### Geschäftsbetrieb seit 1992
Von 1992 bis 2015 war Althoff Hotels Pächter des Gebäudes und betrieb es unter dem Namen Schloss Lerbach. Bis 2008 war das Gourmet-Restaurant Dieter Müller angegliedert. Anfang 2023 wurde die Anlage an die Schloss Lerbach GmbH & Co. KG der Kölner Familie Reißdorf verkauft.
Park und Gebäude sollen umgestaltet und 2026 wieder eröffnet werden. Neuer Betreiber des Hotelbetriebs wird die Kette Dorint.

##### Denkmalschutz
Das Denkmal Haus Lerbach umfasst Herrenhaus und Park einschließlich aller Wirtschafts- und Nebengebäude wie Toranlagen, Pförtner(wohn)häusern und Reithalle. Es wurde unter Nr. 78 in die Liste der Baudenkmäler in Bergisch Gladbach eingetragen.

### Geschichte des Wohnplatzes
Die Topographia Ducatus Montani des Erich Philipp Ploennies, Blatt Amt Porz, belegt, dass der Wohnplatz 1715 als Adelich Haus kategorisiert wurde und mit Lerbach bezeichnet wurde.
Carl Friedrich von Wiebeking benennt die Hofschaft auf seiner Charte des Herzogthums Berg 1789 als Lehrbach. Aus ihr geht hervor, dass Lerbach zu dieser Zeit Teil der Honschaft Sand im gleichnamigen Kirchspiel war.
Unter der französischen Verwaltung zwischen 1806 und 1813 wurde das Amt Porz aufgelöst und Lerbach wurde politisch der Mairie Gladbach im Kanton Bensberg zugeordnet. 1816 wandelten die Preußen die Mairie zur Bürgermeisterei Gladbach im Kreis Mülheim am Rhein. Mit der Rheinischen Städteordnung wurde Gladbach 1856 Stadt, die dann 1863 den Zusatz Bergisch bekam.
Der Ort ist auf der Topographischen Aufnahme der Rheinlande von 1824 als H. Lehrbach und auf der Preußischen Uraufnahme von 1840 als Haus Leerbach verzeichnet. Ab der Preußischen Neuaufnahme von 1892 ist er auf Messtischblättern regelmäßig als Haus Leerbach und ab 1969 als Schloß Lerbach verzeichnet.
| Jahr | Einwohner | Wohn- gebäude | Kategorie  | Bemerkung          |
| ---- | --------- | ------------- | ---------- | ------------------ |
| 1822 | 15        |               | Rittersitz | gen. Leerbach      |
| 1830 | 23        |               | Rittersitz | gen. Leerbach      |
| 1845 | 10        | 2             | Rittersitz | gen. Haus Leerbach |
| 1871 | 19        | 2             | Gut        | gen. Leerbach      |
| 1885 | 24        | 2             | Wohnplatz  | gen. Leerbach      |
| 1895 | 16        | 2             | Wohnplatz  | gen. Leerbach      |
| 1905 | 26        | 4             | Wohnplatz  |                    |

## Der Landschaftspark
Der Berliner Gartendirektor Albert Brodersen gestaltete im Lerbachtal einen Landschaftspark, der in die umgebende Auen- und Waldlandschaft eingebettet ist. Die Anlage des Parks nahm mehrere Jahre in Anspruch; vorhandene Teile des alten Parks wurden übernommen, während Neuanpflanzungen und – heute nicht mehr sichtbare – umfangreiche Erdbewegungen die Landschaft umgestalteten. Bauleiter des Parks war wohl Oskar Lindemann.
Der Park ist von meist „natürlich“ geschwungenen Wegen durchzogen, die die inszenierte Landschaft mit ihren Kleinbauten, besonderen Pflanzen und Blickachsen erlebbar machen. An der tiefsten Stelle liegt ein Teich, der aus dem Graben der alten Wasserburg Lerbach hervorging. Der Blick von Süden über diesen Teich auf die Südfassade von Haus Lerbach ist eines der zentralen Parkbilder und das vielfach abgebildete Markenzeichen des Anwesens. Vom südlichen Parkeingang steigt ein in regelmäßigen Abständen von beschnittenen Taxuswürfeln rhythmisierter Fußweg in gerader Linie aufwärts zum Herrenhaus, während die Hauptzufahrt sich im Osten befindet und zum Hauptportal und weiter in den Wirtschaftshof führt.
Das um 1900 nach Plänen Gabriel von Seidls errichtete neue Haus Lerbach wurde durch verschiedene Terrassen mit formalen Gärten, Brunnen und Schmuckbeeten an Süd- und Westseite als den Hauptschauseiten, sowie einem ebenfalls gärtnerisch streng gestalteten Innenhof in das Parkkonzept eingebunden. Diese Parkteile vermitteln ästhetisch und funktional zwischen Haus und Natur bzw. Architektur und Landschaft. Im nördlichen Teil des Geländes, im Anschluss an das Herrenhaus, befindet sich der ebenfalls neu errichtete Wirtschaftshof mit Reitstall, der einen – auch für die Betreuung der Parkanlage – unverzichtbaren funktionalen und zugleich gestalterischen Teil des Anwesens bildet.
Im Laufe seiner Geschichte hat der Park zahlreiche Veränderungen und Verluste erfahren. Nicht mehr vorhanden ist etwa der geometrisch gestaltete Nutzgarten westlich des Herrenhauses. Teile der Terrassenanlage wurden umgestaltet, ebenso des Innenhofs. Die ehemals im Park verteilten Skulpturen sind überwiegend nicht mehr vorhanden. Erst kürzlich wurde der Lerbach am südlichen Teichrand entlanggeführt. Die dabei gepflanzten Erlen beeinträchtigen die ikonische Südansicht des Herrenhauses.

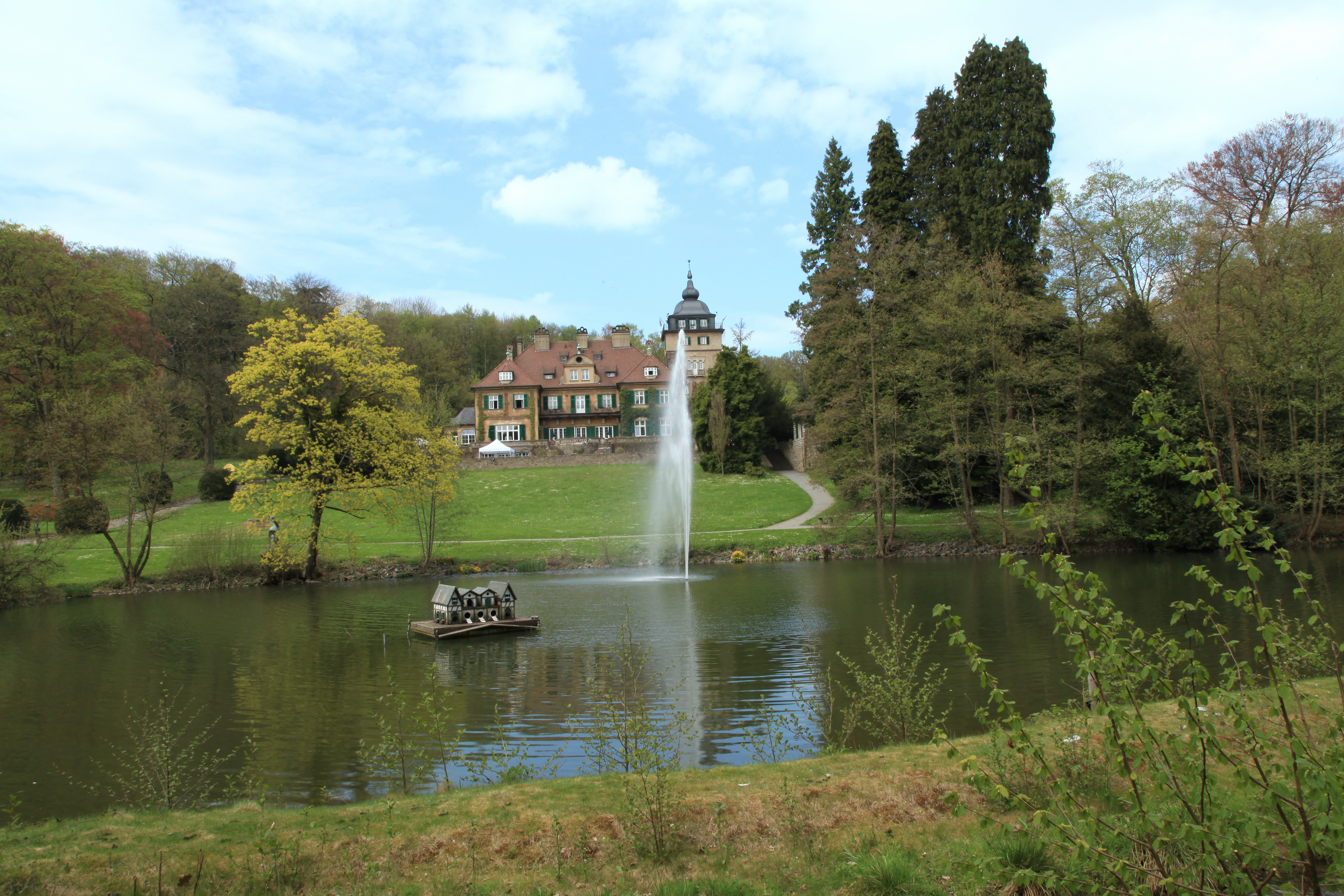
Schloss und Park 2013
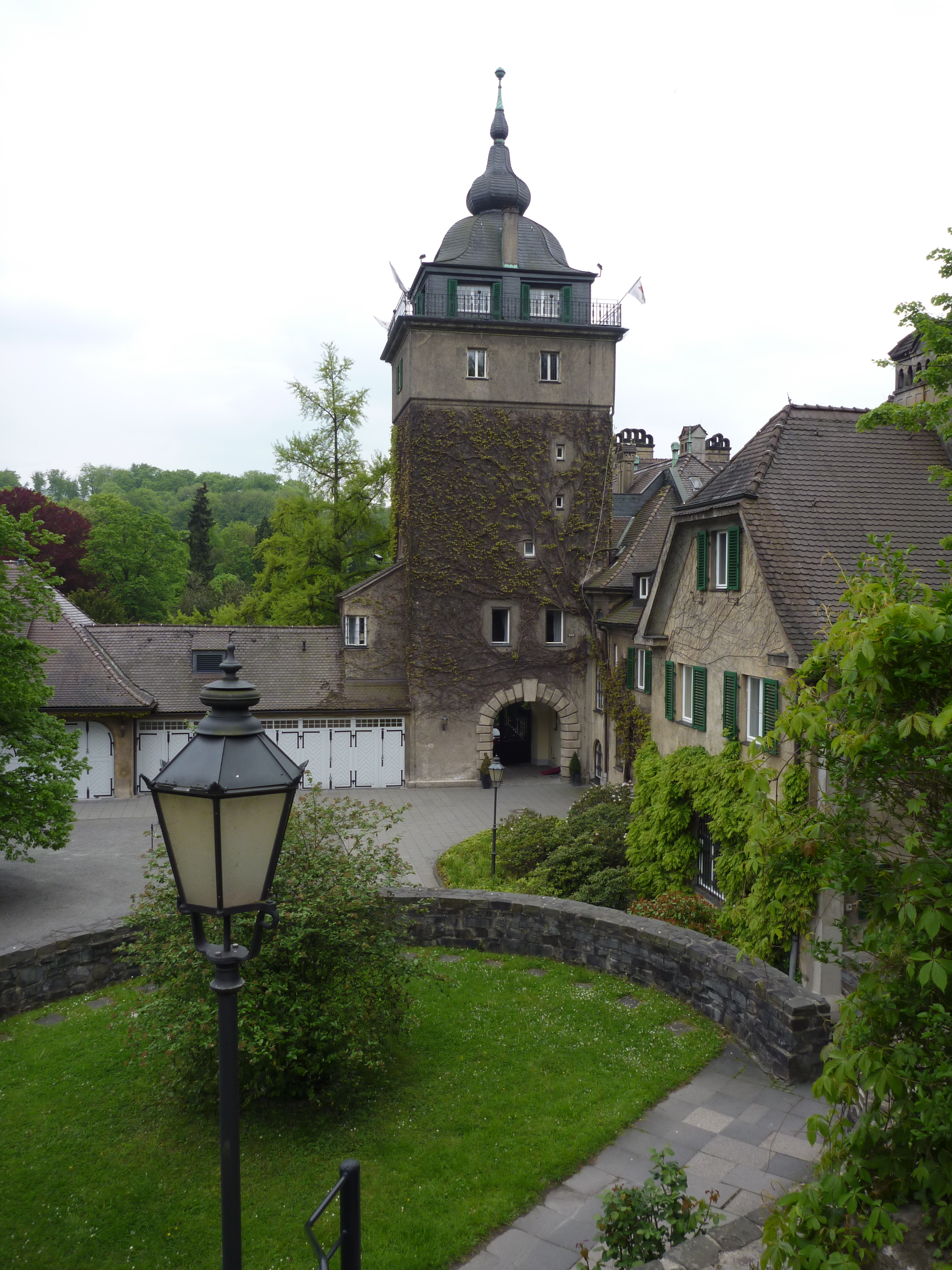
Innenhof 2013
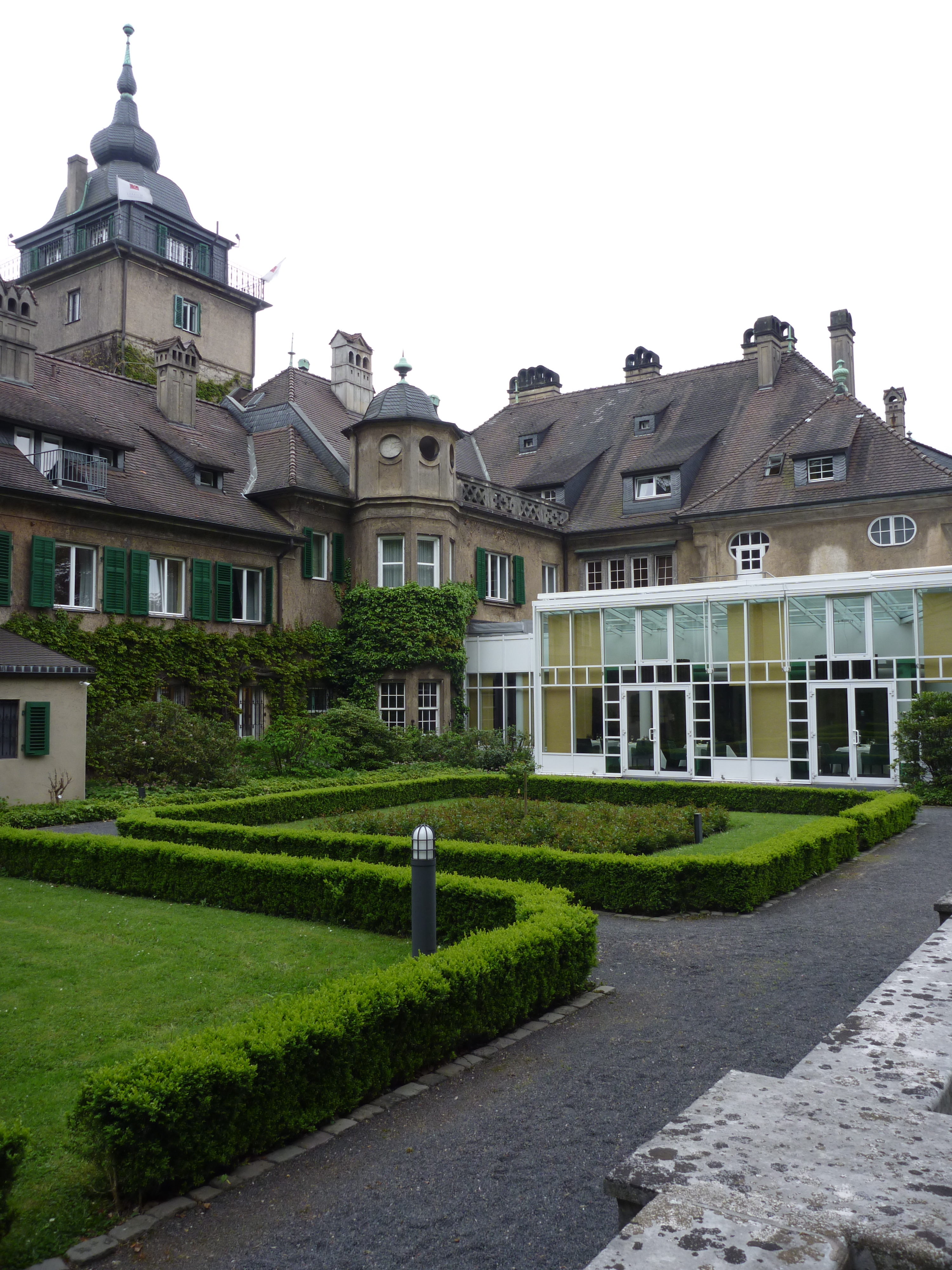
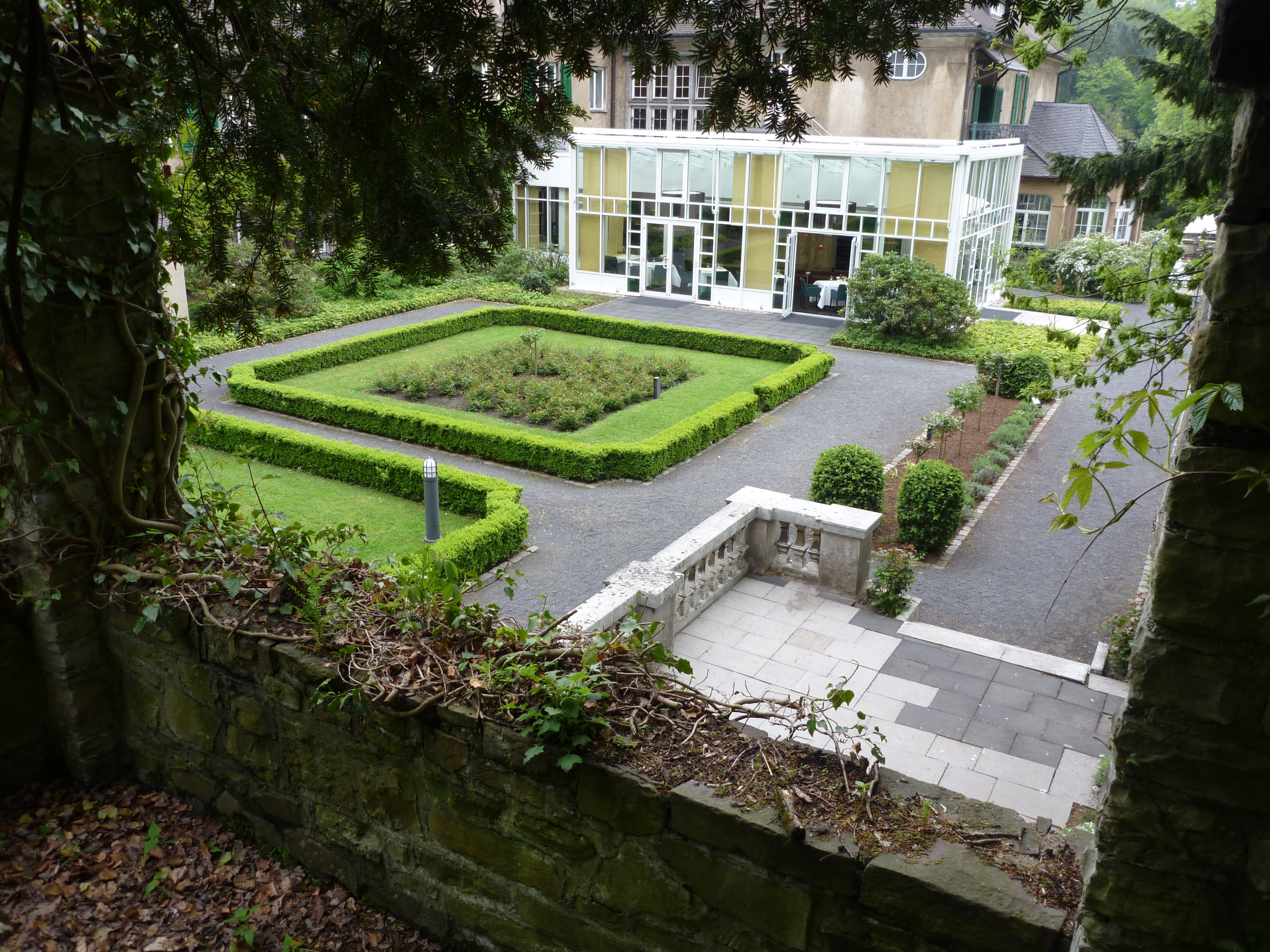

## Veröffentlichungen
- Effertz, Eva: Schloss Lerbach in Bergisch Gladbach (Rheinische Kunststätten, Heft 497), Neuss 2007 (15 Seiten)
- Brodersen, Albert: Der Park zu Lerbach, in: Gartenkunst 12, 1910, S. 149–154 (digital unter: https://digi.ub.uni-heidelberg.de/diglit/gartenkunst1910/0157?sid=056d5cfadc78e0a2a3542beacf1ab6d3)
- Kuhnle (heute: Christiansen), Sabine: Der Park von Haus Lerbach. Möglichkeiten der Erhaltung und Wiederherstellung (Diplomarbeit, FB Landesplanung, FH Osnabrück, 1988), digital unter: http://opus.hs-osnabrueck.de/frontdoor/index/index/docId/50